# Frank van Hemert
Frank van Hemert (Kerkrade, 10 januari 1956) is een Nederlands kunstschilder, graficus, beeldhouwer en tekenaar.

## Biografie
Frank van Hemert - geboren 1956 in Kerkrade / NL. Van 1975 tot 1979 studeerde hij aan de TeHaTex in Tilburg, van 1980 tot 1982 bezocht hij Atelier 63 in Haarlem. In de vroege jaren 80 werd hij ontdekt als een jong talent en ontving een uitnodiging van de curator Rudi Fuchs om deel te nemen aan Documenta 7 in  Kassel. Zijn werken zijn vertegenwoordigd in tal van musea, privé- en openbare collecties.

## Werk
De veelzijdigheid van zijn werk, zowel op doek als op papier, spreekt uit vele uitgebreide series over de belangrijkste thema's van het leven, zoals dood, lijden en isolement, liefde, erotische ervaringen en de vraag hoe en waarom van de eigen identiteit . Frank van Hemert gebruikt  zowel de niet-objectieve als de figuratieve richting. In sommige  werken worden de figuratieve echo's zo sterk dat de balans tussen figuur en grond dreigt uiteen te vallen. Door de uitstraling van zijn figuren te detecteren, zoekt hij naar een fysiek tastbare kracht, die hij met schilderkunstige middelen tracht te onderschrijven

## Werk in openbare collecties (selectie)
- Stedelijk Museum, Amsterdam
- Kunstmuseum Den Haag
- Museum Van Bommel van Dam, Venlo
- Bonnefantenmuseum, Maastricht
- Frans Hals Museum, Haarlem
- Museum De Fundatie, Zwolle
- Rijksmuseum Twenthe, Enschede
- Noordbrabants Museum, 's-Hertogenbosch
- Collectie Sonnabend, Boston (VS)
- Gustav Lübcke Museum, Hamm (Duitsland)
- Musee D’Art Moderne, Villeneuve d’Asque (Frankrijk)
- Glaspalast Museum, Berlijn (Duitsland)

## Tentoonstellingen

### Solo-exhibitions | a selection
- 2016 Waanzin en Liefde, Love and Madness Museum De Buitenplaats, Eelde;
- 2014 Journey of the soul, Singer Museum, Laren
- 2011 Birth, Copulation, Death, Gustav-Lübcke Museum, Hamm
- 2008 Birth, Copulation, Death, Siegerland Museum, Siegen
- 2007 Birth, Copulation, Death, Teylers Museum, Haarlem
- 2007 Birth, Copulation, Death, Museum van Bommel van Dam, Venlo
- 2003 Tekeningen, Museum Het Valkhof, Nijmegen
- 1999 Frank van Hemert, 3, Rijksmuseum Twenthe, Enschede
- 1996 124 werken, Haags Gemeentemuseum, Den Haag
- 1993 Initiatie, Rijksmuseum Twenthe, Enschede
- 1990 Von Leipzig bis Amsterdam, 4 Biennale an der Ruhr, Duitsland

### Groupexhibitions | a selection
- 2019 100 jaar virtuose schilderkunst, Frans Hals Museum Haarlem
- 2015 Anything but homeless, Stedelijk Museum, Schiedam
- 2014 Limburgs Finest, Museum van Bommel van Dam, Venlo
- 2013 Van Karei Appel tot Dumas, Collectie de Heus – Zomer Singer Museum, Laren
- 1997 Dutch Tide, Eight Floor, New York, Verenigde Staten
- 1996 Magie der Zahl’, Staats Galerie, Stuttgart, Duitsland
- 1994 Grosse Kunstausstellung, Haus der Kunst, München, Duitsland
- 1992 The bed-springs Twang in our House, Collectie Becht, Arnolfini Gallery, Bristol, Verenigd Koninkrijk
- 1991 Kunst Landschaft Europa, Kunstverein für die Rheinlande und Westfalen, Düsseldorf, Duitsland
- 1985 15 Internationale Kunstenaars, Van Abbemuseum, Eindhoven
- 1982 Documenta 7, Kassel